# Gisela Manderla
Gisela Manderla (nascida em 11 de fevereiro de 1958) é uma política alemã da União Democrata-Cristã (CDU) que serviu como membro do Bundestag pelo estado da Renânia do Norte-Vestfália de 2013 a 2017 e voltou a servir desde 2018.

## Carreira política
Manderla foi eleita para o Bundestag em 2018. É membro da Comissão de Relações Externas e da Comissão de Defesa.

## Posições políticas
Em junho de 2017, Manderla votou contra a introdução do casamento entre pessoas do mesmo sexo na Alemanha.